# معهد القاهرة العالي للهندسة وعلوم الحاسب والإدارة
أنشأ معهد القاهرة العالي للهندسة وعلوم الحاسب والإدارة للهندسة وعلوم الحاسب . اتخذت الاجراءات التنفيذية اعتبارا من عام 1994 ووافقت وزارة التعليم العالى بالقرار الوزارى الأول رقم 1206 لـسنة 1995، والقرار الثانى رقم 1102 لسنة 1997 وذلك بناء على الطلب المقدم من الجمعية المصرية العامة للعلوم والتكنولوجيا .

## الإدارة
والإدارة نخبة من أعضاء هيئة التدريس بالجامعات المصرية بهدف تقديم خدمة تعليمية مميزة لإعداد خريجين قادرين على التعامل مع تكنولوجيا العصر بصورة تتفق مع احتياجات السوق المحلى والعالمي.المعهد هو أول مؤسسة تعليمية أكاديمية مصرية حاصلة على شهادة الايزو 2008/9001 وورشة العمل الدولية IWA2. [بحاجة لمصدر]
- يمنح المعهد درجة البكالريوس المعتمدة من الأستاذ الدكتور وزير التعليم العالى في التخصصات الأتية:

1-شعبه الهندسة.
2- شعبه علوم الحاسب.
3-إدارة الأعمال ونظم المعلومات.

## أهداف المعهد
إعداد مواطنين أكفاء مؤهلين علمياً وفكرياً لأداء واجبهم في خدمة بلدهم والنهوض بأمتهم.القيام بدور ايجابى في ميدان البحث العلمي الذي يسهم في مجال التقدم العالمي في العلوم والمخترعات وايجاد الحلول السليمة الملائمة لمتطلبات الحياة المنطوره واتجاهات التكنولوجيا.إعداد خريج قادر على التعامل مع تحديات وتكنولوجيا العصر.إعداد خريج قادر على المنافسة في سوق العمل المحلية والعالمية.

## الشهادات الدولية التي يمنحها المعهد
- شهادة ICDL العالمية
- الشهادة الدولية في الشبكات سيسكو Cisco
- برنامج شبكات الحاسب N+
- برنامج صيانة الحاسب A+

## برامج الشراكة مع مايكروسوفت
بموجب اتفاق الشراكة بين المعهد وشركة ميكروسوفت الأمريكية يمكن لطلبة المعهد الحصول على شهادات دولية تهيئ لهم فرص مناسبة للعمل. وللحصول على هذه الشهادة فإن المعهد يقدم دورات في المواد العلمية التي تؤهل الطالب للنجاح في الاختيارات الدولية في تلك المواد.

## وصلات داخلية
- مصر
- تعليم
- التعليم في مصر
- مايكروسوفت

## روابط خارجية
- معهد القاهر العالي